# Лусті (Антсла)
Лусті (ест. Lusti) — село в Естонії, входить до складу волості Антсла, повіту Вирумаа.